# Oberarzt

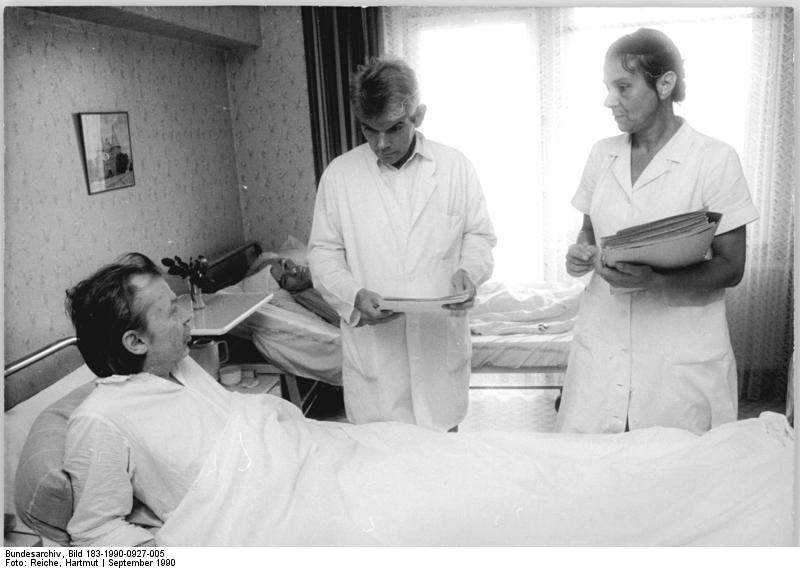
Oberarzt und Schwester bei einer Visite (1990)

Oberarzt bzw. Oberärztin ist in Deutschland, Österreich und der Schweiz die Bezeichnung für eine berufliche Stellung in der ärztlichen Hierarchie zwischen Chefarzt und Assistenzarzt. Er ist den medizinischen Weisungen des Chefarztes (Österreich: Primararzt) oder Ärztlichen Direktors unterworfen und leitet seinerseits die Assistenzärzte an. Im angelsächsischen Raum entspricht dies dem attending physician und in größeren Kliniken auch dem consultant.
Über- und untergeordnete Ärzte, also eine Hierarchie aus Verantwortungsträgern und ausführenden Medizinern, gibt es schon seit dem Altertum. Aus der griechischen Bezeichnung für Oberarzt, archiatrós, hat sich die deutsche Berufsbezeichnung „Arzt“ entwickelt.

## Zivil
Ein Oberarzt ist ein Arzt in mittlerer Funktion, meist in einem Krankenhaus oder in einem Medizinischen Versorgungszentrum. Aufgrund seiner abgeschlossenen Weiterbildung zum Facharzt übernimmt er Verantwortung für einen umschriebenen Zuständigkeitsbereich innerhalb seiner Institution. Die Facharztanerkennung ist nicht rechtlich vorgeschrieben, aber in der Praxis notwendige Voraussetzung. Ein Oberarzt ist nicht mit einem Abteilungsleiter identisch. Im Jahr 2007 waren ca. 20 % der in Deutschland hauptamtlich angestellten Ärzte und Ärztinnen in Oberarztpositionen.
Ein Oberarzt trägt Verantwortung für eine oder mehrere Stationen oder Funktionseinheiten seiner Institution. Unter seiner Fachaufsicht arbeiten Assistenzärzte. Der Oberarzt steht für Rückfragen der ihm nachgeordneten Stationsärzte bzw. Funktionsärzte zur Verfügung, überwacht verantwortlich die Tätigkeit der Assistenzärzte (z. B. im Rahmen von regelmäßigen Oberarztvisiten) und hält sich im Nacht- und Wochenenddienst nach Dienstplan als „Hintergrundarzt“ für die Klinik bereit (Rufbereitschaft). Gemeinsam mit dem Chefarzt beteiligen sich die Oberärzte an der strukturierten Weiterbildung der Assistenzärzte; oft sind sie auch persönlich weiterbildungsbeauftragt; in Lehrkrankenhäusern auch für die Ausbildung von Medizinstudenten.
Als „Leitenden Oberarzt“ bezeichnet man den Oberarzt einer Klinik, der als ständiger Vertreter des Chefarztes bestellt ist und diesen in der Gesamtheit seiner Dienstaufgaben vertritt.
Als „Funktionsoberarzt“ wird ein Arzt bezeichnet, der die Funktion eines Oberarztes ausübt, ohne eine entsprechende Planstelle zu besetzen. Funktionsoberärzte haben keinen Anspruch auf ein Oberarztgehalt und werden meistens nach dem für die klinische Einrichtung gültigen Facharzttarif bezahlt. Im Unterschied zu den regulären Oberärzten verlangen Kliniken von Funktionsoberärzten oftmals keine Facharztbezeichnung, weswegen derartige Stellen auch von erfahrenen Ärzten in Weiterbildung besetzt werden.

## Militär
Oberarzt war seit 1898 der Dienstgrad der bis dahin Assistenzarzt I. Klasse genannten Mitglieder des Sanitätskorps im Deutschen Heer im Rang eines Oberleutnants.

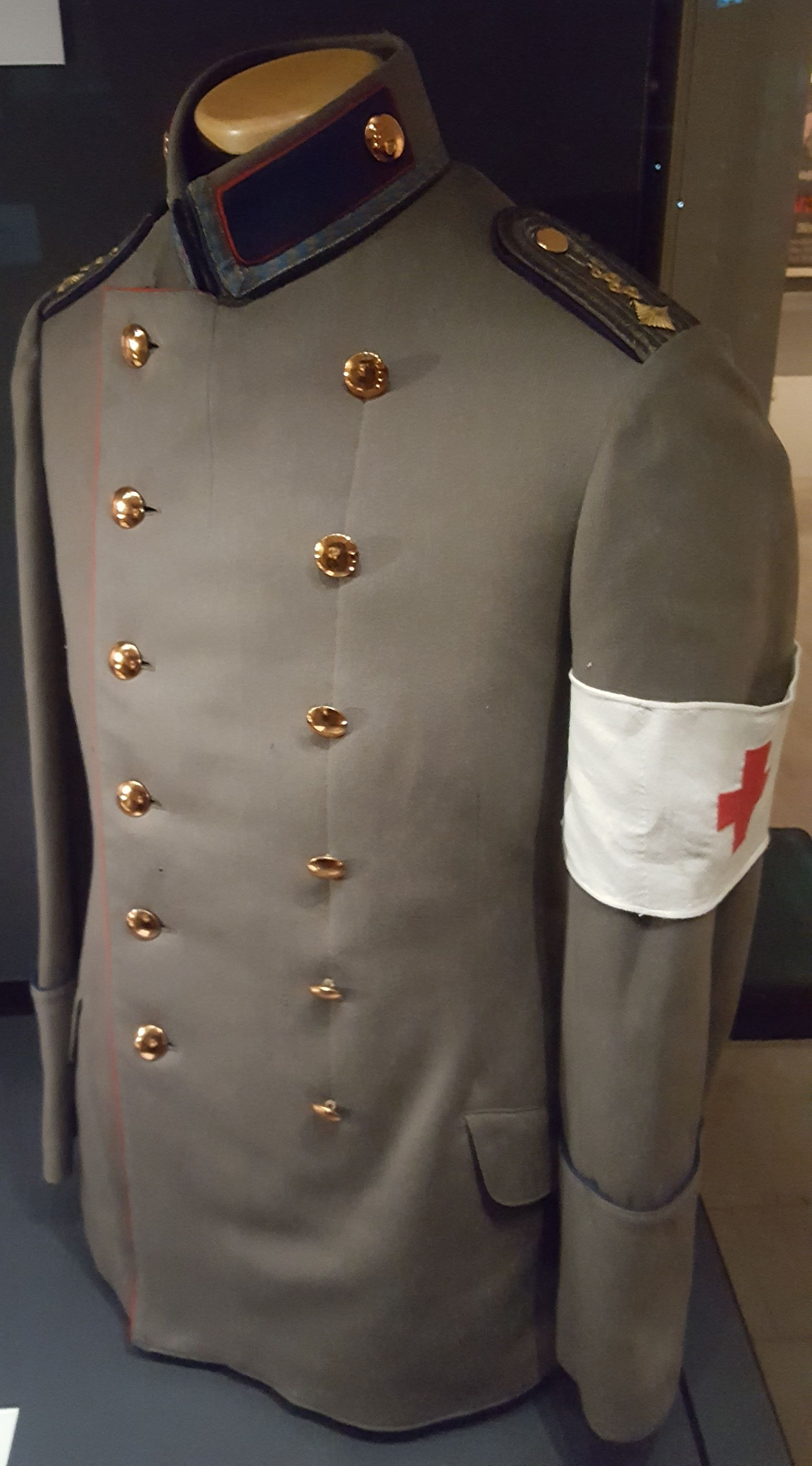
Bayern (1916)
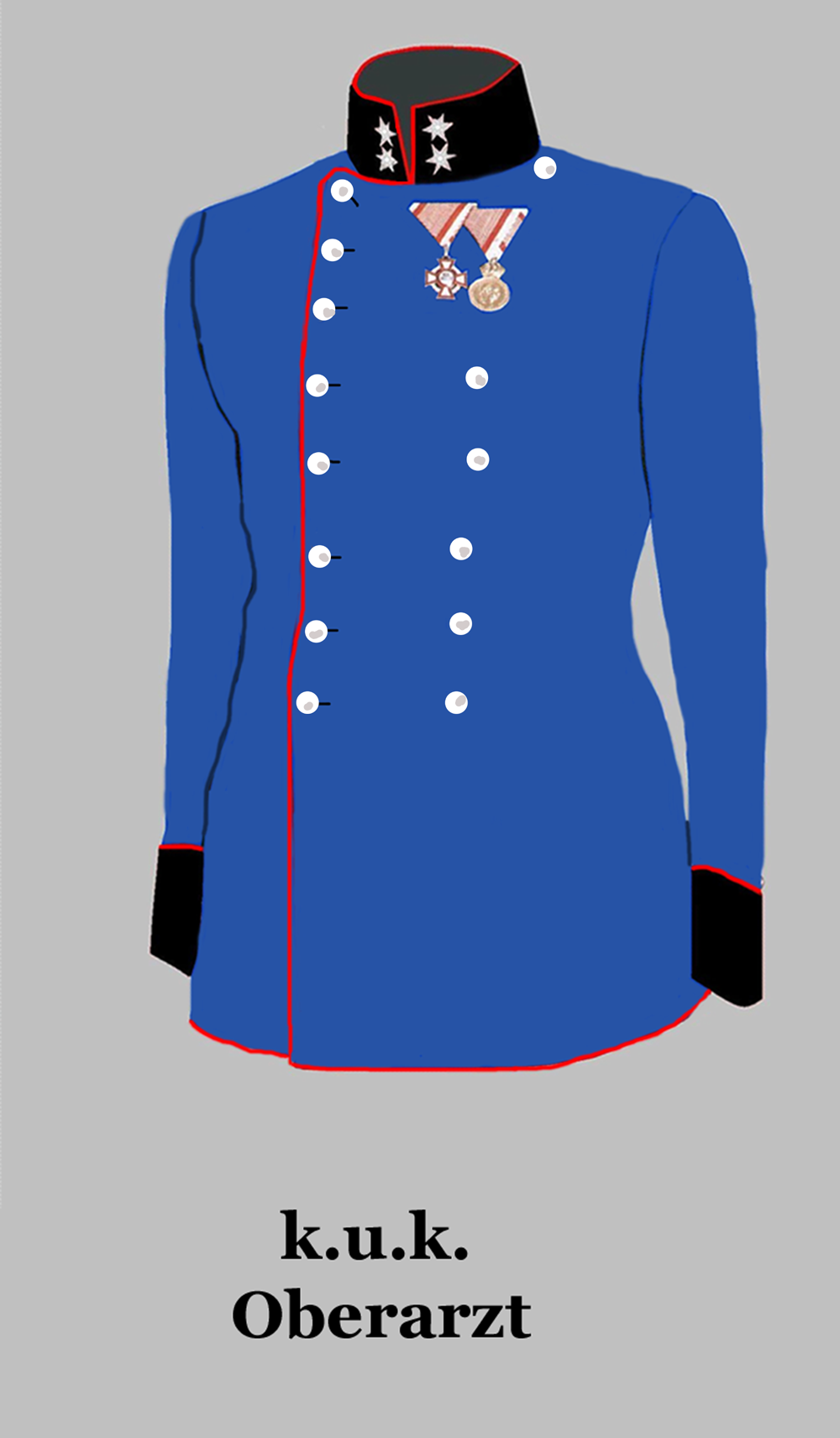
Österreich-Ungarn